# أبيشيوس

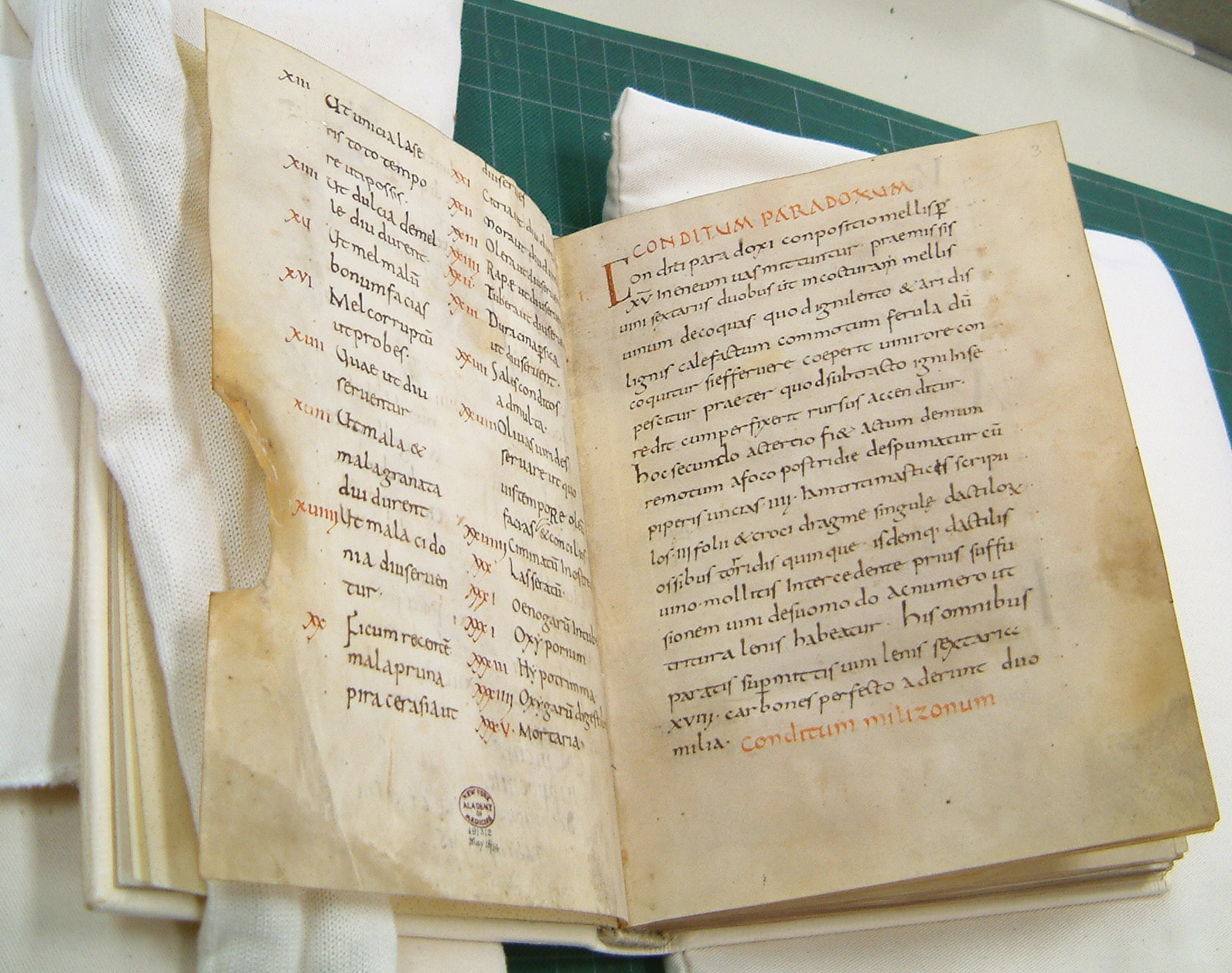
نسخة من كتاب أبيشيوس يعود للقرن التاسع الميلادي، عثر عليه في دير فولدا في ألمانيا، وحالياً موجود في أكاديمية نيويورك الطبية

أبيشيوس (باللاتينية: Apicius) هو مجموعة من وصفات الطبخ التي تعود لعصر روما القديمة اشتهر في القرون اللاحقة، كتب بلاتينية سوقية أكثر مما كتبت باللاتينية الكلاسيكية.
اسم أبيشيوس معناه حب الطعام، والاعتقاد الأكبر أن مؤلفه هو ماركوس غافيوس أبيشيوس الذي عاش في أوائل القرن الأول الميلادي في زمن الإمبراطور طيباريوس، يعتبر كتاب أبيشيوس من أول الكتب الذي عرف مصطلح المطبخ في التاريخ، حيث سماه De re coquinaria أي مكان الطبخ.
قام هذا الكتاب بوصف العديد من الأطعمة والمشروبات من الأطعمة الحارة إلى أطعمة اللحوم وأطعمة الخضروات والمعجنات وهذه الأطعمة لا زالت موجودة في مطابخ البحر المتوسط.